# Дуби черешчаті (Лубни)
Дуби черешчаті — ботанічна пам'ятка природи місцевого значення в Україні. Розташована у м. Лубни Полтавської області, вул. Перші Плютенці, 40.
Площа — 0,04 га. Статус надано згідно з рішенням Полтавської обласної ради від 28.12.1982 року № 671.
Статус надано для збереження трьох вікових екземплярів дуба звичайного віком близько 250—300 років.